# IPython
IPython（アイパイソン）はPythonを対話的に実行するためのシェルである。CPython内蔵の対話的に実行するためのシェルと比べ、型イントロスペクション（英語: Type introspection）機能、対話的実行のための文法などが追加されてあり、コードのシンタックスハイライトおよびタブによる補完が行える。IPythonの開発はNumFOCUSによって財政的に支援されている。

## その他の特徴
Python 標準のシェルでは  Tkinter を使った対話的実行環境が利用できるが、IPython では Tkinter に加えて GTK、Qt、WX が利用できる。また IPython ではMPI などを使ったコンピュータ・クラスター環境における並列コンピューティングが可能である。さらに、OS 標準搭載のコマンドライン・シェルとしても (bash、cshなどと同様に) 使うことができ、特に Windows でコマンドライン・シェルとして利用できるのは大きな利点である。IPython のシェルとしての基本的な挙動は Unix の多くのシェルと同様だが、実行中の Python 環境によるカスタマイズや実行の柔軟性が活用できるという利点がある。

## 評価
米国内で広く読まれているIT系報道メディアで紹介されている。また自然科学の学術会議でも議題に上っている。科学技術計算の分野においては、Matplotlibとあわせて使う例が多く見られる。

## 解説図書
- Cyrille Rossant，菊池 彰(訳）:「IPythonデータサイエンスクックブック 第2版」，オライリージャパン，ISBN978-4-87311-854-3（2019年5月）． 
  - 原書は　Cyrille Rossant: "IPython Interactive Computing and Visualization Cookbook, 2nd Edition", Packt Publishing，ISBN978-1785888632 (Jan 2018).